# Ginepreti a Juniperus macrocarpa e Gole del Torrente Rio Secco
Ginepreti a Juniperus macrocarpa e Gole del Torrente Rio Secco este o arie protejată (arie specială de conservare — SAC, sit de importanță comunitară — SCI, arie de protecție specială avifaunistică — SPA) din Italia întinsă pe o suprafață de 1.311 ha, integral pe uscat.

## Localizare
Centrul sitului Ginepreti a Juniperus macrocarpa e Gole del Torrente Rio Secco este situat la coordonatele 42°04′46″N 14°17′48″E / 42.079444°N 14.296667°E.

## Înființare
Situl Ginepreti a Juniperus macrocarpa e Gole del Torrente Rio Secco a fost declarat arie de protecție specială avifaunistică în decembrie 2019 pentru a proteja 11 specii de animale. Alte tipuri de protecție:
- sit de importanță comunitară (în mai 1995)
- arie specială de conservare (în decembrie 2018)[1][3][4]

## Biodiversitate
Situată în ecoregiunea mediteraneană, aria protejată conține 5 habitate naturale: Pseudostepă cu ierburi și specii anuale de Thero-Brachypodietea, Pajiști uscate seminaturale și facies de acoperire cu tufișuri pe substraturi calcaroase (Festuco-Brometalia) (* situri importante pentru orhidee), Matorral arborescenți cu Juniperus spp., Păduri de stejar alb estice, Râuri mediteraneene cu debit permanent cu specii de Paspalo-Agrostidion și galerii riverane de Salix și de Populus alba.
La baza desemnării sitului se află mai multe specii protejate:
- păsări (7): caprimulg (Caprimulgus europaeus), Falco biarmicus, șoim călător (Falco peregrinus), șoimul rândunelelor (Falco subbuteo), sfrâncioc roșiatic (Lanius collurio), gaia neagră (Milvus migrans), gaia roșie (Milvus milvus)
- amfibieni (1): Triturus carnifex
- mamifere (1): liliacul mic cu potcoavă (Rhinolophus hipposideros)
- nevertebrate (1): croitorul mare al stejarului (Cerambyx cerdo)
- reptile (1): șarpele cu patru dungi (Elaphe quatuorlineata)

Pe lângă speciile protejate, pe teritoriul sitului au mai fost identificate 12 specii de plante, 3 specii de amfibieni, 1 specie de mamifere, 1 specie de nevertebrate, 4 specii de reptile.